# Keiren Westwood
Keiren Westwood (Manchester, 23 oktober 1984) is een Iers voetballer die als doelman speelt. Hij verruilde in juli 2014 Sunderland voor Sheffield Wednesday. Westwood debuteerde in 2009 in het Iers voetbalelftal.

## Clubcarrière
Westwood komt uit de jeugdopleiding van Manchester City. In 2004 werd hij kortstondig uitgeleend aan Oldham Athletic. Zowel bij Manchester City als bij Oldham Athletic kwam hij geen enkele keer aan spelen toe en daarop besloten The Citizens om het contract van Westwood niet te verlengen. In juli 2004 tekende hij als transfervrije speler bij Carlisle United. Daar zou hij vier seizoenen onder de lat staan en 131 competitiewedstrijden spelen alvorens de overstap te maken naar Coventry City. Op 18 juni 2008 tekende hij er een driejarig contract. In zijn eerste seizoen keepte hij zo sterk waardoor hij een plek kreeg in het team van het jaar van de competitie. Het seizoen erna won hij de speler van het jaar prijs bij zijn club. Op 22 juni 2011 maakte Sunderland de komst van de transfervrije Westwood bekend. Hij debuteerde op 23 augustus 2011 in de League Cup tegen Brighton & Hove Albion. Op 29 oktober 2011 debuteerde hij in de Premier League, als vervanger voor de geblesseerde Simon Mignolet tegen Aston Villa.

## Interlandcarrière
Op 17 mei 2009 werd Westwood opgeroepen voor een trainingskamp met het Iers nationaal elftal in Portugal. Twaalf dagen later debuteerde hij in een vriendschappelijke wedstrijd tegen Nigeria (1–1) in Londen, net als Sean St Ledger (Preston North End), Eddie Nolan (Preston North End), Kevin Foley (Wolverhampton Wanderers), Liam Lawrence (Stoke City) en Leon Best (Coventry City).
Westwood maakte deel uit van de 23-koppige selectie die namens Ierland deelnam aan het EK 2012 in Polen en Oekraïne. Nadat Shay Given afscheid nam van het nationaal elftal, werd Westwood de nieuwe nummer één van de Ieren. Later verloor hij die positie weer aan Millwall-doelman David Forde en – op het Europees kampioenschap voetbal 2016 in Frankrijk, waarvoor Westwood rugnummer één kreeg toebedeeld – fungeerde hij als reserve voor Darren Randolph. Ierland werd in de achtste finale uitgeschakeld door gastland Frankrijk na twee doelpunten van Antoine Griezmann.
1 Given ·
2 St Ledger ·
3 Ward ·
4 O'Shea ·
5 Dunne ·
6 Whelan ·
7 McGeady ·
8 Andrews ·
9 Doyle ·
10 Keane  ·
11 Duff ·
12 Kelly ·
13 McShane ·
14 Walters ·
15 Gibson ·
16 Westwood ·
17 Hunt ·
18 O'Dea ·
19 Long ·
20 Cox ·
21 Green ·
22 McClean ·
23 Forde ·
Coach: Trapattoni
1 Westwood ·
2 Coleman ·
3 Clark ·
4 O'Shea ·
5 Keogh ·
6 Whelan ·
7 McGeady ·
8 McCarthy ·
9 Long ·
10 Keane ·
11 McClean ·
12 Duffy ·
13 Hendrick ·
14 Walters ·
15 Christie ·
16 Given ·
17 Ward ·
18 Meyler ·
19 Brady ·
20 Hoolahan ·
21 Murphy ·
22 Quinn ·
23 Randolph ·
Coach: O'Neill